# Ferdinand Fleck (Schauspieler)

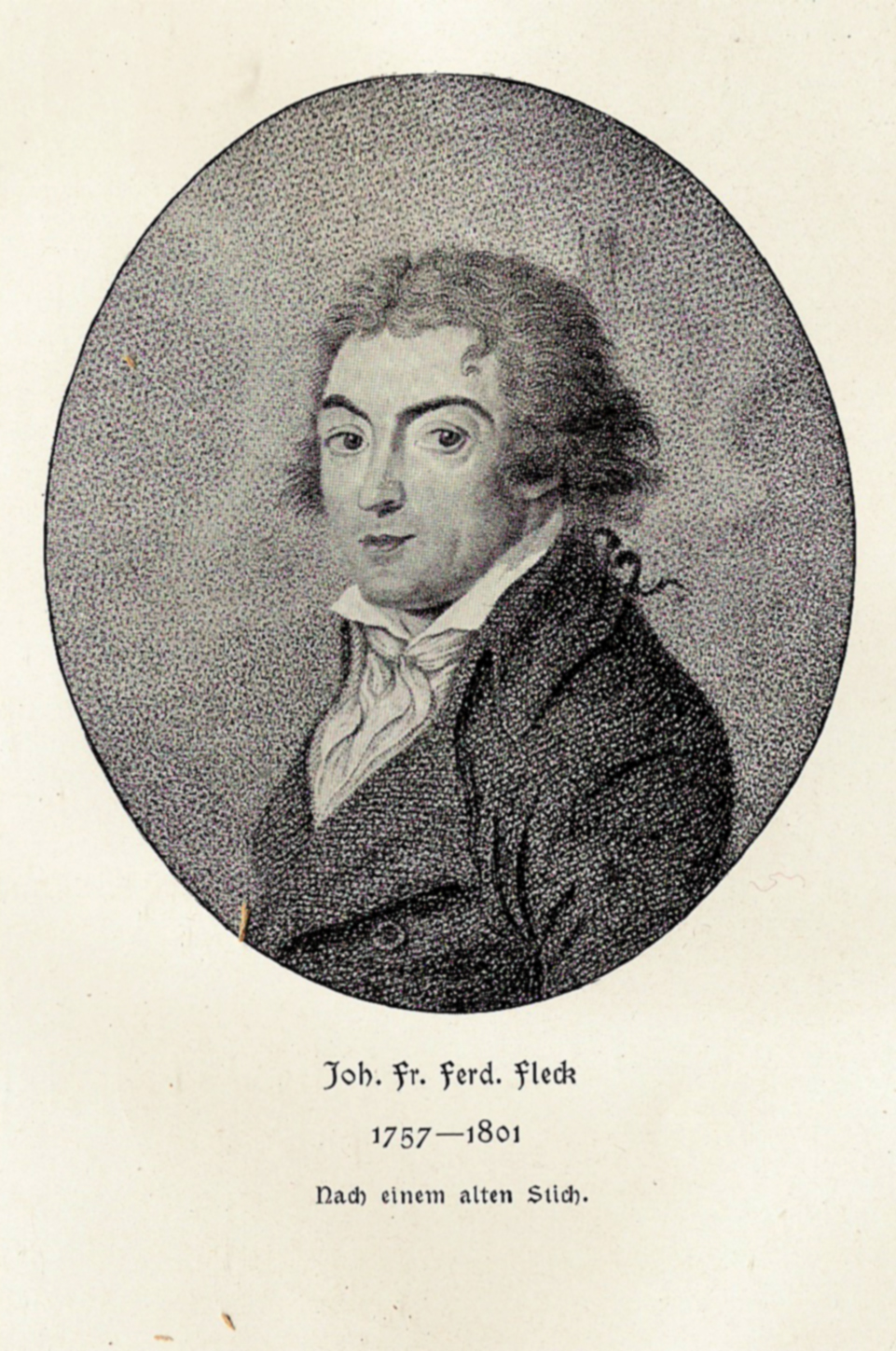
Ferdinand Fleck

Johann Friedrich Ferdinand Fleck (* 10. Juni 1757 in Breslau, Fürstentum Breslau; † 20. Dezember 1801 in Berlin) war ein deutscher Schauspieler und Regisseur.

## Leben
Schon während seiner Schulzeit auf dem Maria-Magdalenen-Gymnasium in Breslau hat Fleck sich „vor seinen Mitschülern schauspielerisch produziert“. Er soll „sich mehrfach bei Schuldeklamationen und kleineren dramatischen Liebhaberaufführungen durch wohlklingendes Organ und Würde des Vortrags ausgezeichnet haben“.
Als er das Gymnasium 1776 verließ, trug er eine selbst verfasste Abschiedsrede vor, die großen Beifall fand. Der Vater, Sekretär beim Breslauer Magistrat, war 1776 bereits verstorben. Mit Hilfe von Freunden und öffentlichen Mitteln konnte Ferdinand Fleck dennoch ein Studium beginnen. Er ließ sich im Mai 1777 in Halle (Saale) für das Jurastudium immatrikulieren, doch nahm er dieses Studium nicht sehr ernst. Sein Debüt als Schauspieler gab er schon 1777 in Leipzig, wo er auch seine Lehrjahre auf der Bühne verbrachte.

## Leistungen

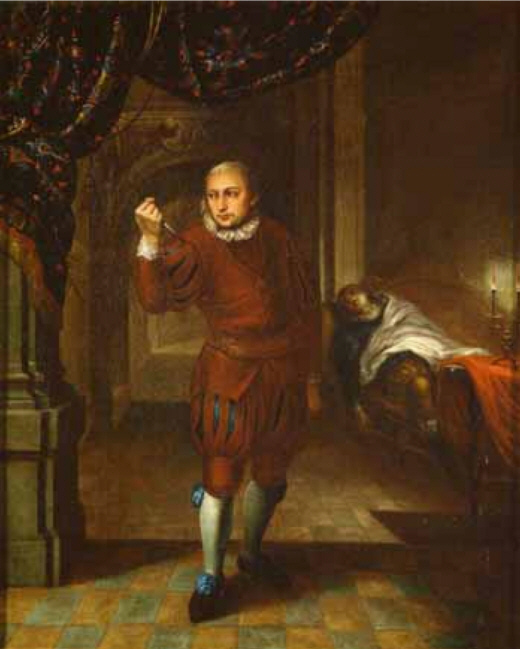
Ferdinand Fleck als Macbeth

Von 1779 bis 1781 stand Ferdinand Fleck in Hamburg auf der Bühne, vor allem mit Charakterrollen (Shakespeare). Ein Zeitgenosse beschrieb den erst 22-jährigen Schauspieler so:

„Gewaltige Formen in edlem Gleichmaß zeichneten den jungen Fleck aus, dessen Stimme tönend und herzzerreißend war und dessen Auge in strahlendem Glanze funkelte. Eine innere Würde kam dem bestechenden Äußeren zugute und gaben seinem Spiel eine beispiellose Sicherheit, die ihn stets natürlich erscheinen ließ.“

1781 ging Fleck nach Berlin, wo er seit 1783 zum Ensemble des Berliner Nationaltheaters gehörte. Im März 1788 spielte er dort, hoch gelobt, die Titelrolle in Shakespeares „Othello“ in der Bearbeitung von Johann Gottfried Hagemeister. Im Jahre 1790 wurde Fleck vom preußischen König Friedrich Wilhelm II. zum Regisseur des Königlichen Nationaltheaters in Berlin ernannt. 1798 unternahm er eine Gastspielreise in seine Heimatstadt Breslau, wo er mit seiner Frau Luise, die ebenfalls Schauspielerin war, begeistert gefeiert wurde. 1796 schrieb Carl Ludwig Costenoble in seinem Tagebuch:

„Es gab nur einen deutschen Schauspieler, der als Fiesko in allen Theilen seines chamäleonartigen Charakters die Krone davon trug – Fleck! Gestalt, Hoheit, Schlauheit, Würde, Liebenswürdigkeit, Heldensinn – alles war in höchster Vollkommenheit vereint in diesem Liebling der Natur und der Musen. Dieser Schauspieler konnte nur einen Fiesko ganz geben und wahrscheinlich auch einen Makbeth, welche Rolle auch von allen noch so vergötterten Darstellern kaum geahnt wird in ihrer Vollendung.“

1799 spielte er den „Wallenstein“ in Schillers gleichnamigem Drama und beeindruckte die gesamte Theaterwelt: August Wilhelm Iffland und Ludwig Tieck waren begeistert, Karl Friedrich Zelter berichtete entzückt an Goethe, und Friedrich Schlegel erklärte Fleck zum „ersten tragischen Heros der deutschen Bühne“. Jean Paul veranlasste, den „Wallenstein“ mit Fleck bei seinem Berlin-Besuch auf den Spielplan zu setzen. Sogar Schiller selbst zeigte tiefe Bewunderung für den Schauspieler seines „Wallenstein“.
Der gefeierte Star verprellte aber gelegentlich auch das Publikum durch launenhaftes Verhalten auf der Bühne. Iffland, Direktor des Nationaltheaters, der Fleck als Mensch und als Schauspieler hoch schätzte, hatte bei derartigen Vorkommnissen keinen leichten Stand. Das Repertoire von Fleck umfasste mehr als zweihundert Rollen, darunter auch musikalische. Ferdinand Fleck wird zu den bedeutendsten Schauspielern des späten 18. Jahrhunderts gezählt. Er stellte eine glückliche Verbindung zwischen Romantik und Klassizismus her.

## Tod und Grabmal
Nachdem Ferdinand Fleck bereits über Jahre hinweg gesundheitliche Beschwerden hatte bekämpfen müssen, erlag er der Krankheit am 22. Dezember 1801 im Alter von nur 44 Jahren. Die Trauerbotschaft fand über Deutschland hinaus Verbreitung, so auch in Frankreich und England.

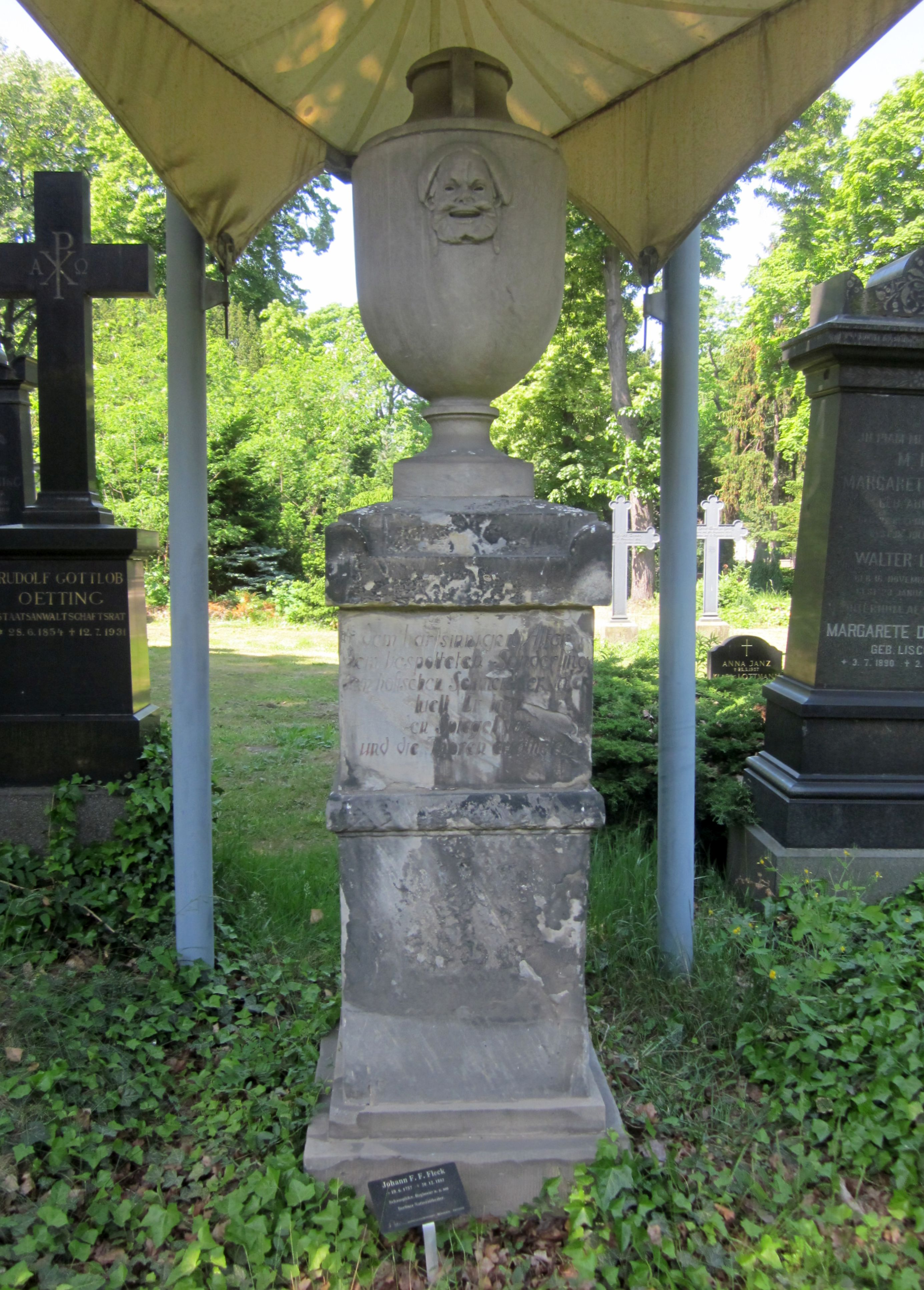
Grabdenkmal von Ferdinand Fleck in Berlin-Kreuzberg

Beigesetzt wurde Fleck auf dem Friedhof II der Jerusalems- und Neuen Kirche vor dem Halleschen Tor Berlins. Auf eigene Kosten ließ August Wilhelm Iffland, der 1814 auf demselben Friedhof beigesetzt werden sollte, 1803 ein Grabdenkmal für den verstorbenen Schauspieler errichten, das Johann Gottfried Schadow in klassizistischen Formen gestaltete. Auf einem quadratischen Sockel steht eine große Schmuckurne, deren Seiten Masken von Tragödie und Komödie schmücken. Die kaum noch entzifferbare umseitige Inschrift am Sockel lautet:
Der Leidenschaften Flamme / des Hochsinns Adel

der Tugend Göttergestalt / prägte er mit des Genius Schwunge

staunenden Hörern ins Herz / und das Laster bebte.

Dem hartsinnigen Alter, / dem bespotteten Sonderlinge,

dem höfischen Schmeichler Volk / hielt er treu den Spiegel vor

und die Toren erröteten!

Wahr, edel, groß / auf der Bühne und im Leben

biederherziger Freund, / zärtlicher Gatte und Vater

ging er, droben Großes zu schauen / was er hienieden ahnend empfand.
Seine Witwe, die zwanzig Jahre jüngere Schauspielerin Sophie Louise geb. Mühl (1777–1846), ließ sich später neben Fleck beisetzen. Auch ihr zweiter Mann, der Kammermusiker und Flötist August Gottlieb Schröck (1779–1854), den sie 1807 geheiratet hatte, ruht hier.
Im März 1802 wurde zur Erinnerung an den großen Schauspieler und Theaterregisseur Ferdinand Fleck eine Gedenkmedaille geprägt.

## Familie
Ferdinand Fleck heiratete Louise Mühl am 9. August 1793. Beider Töchter Wilhelmine Louise Fleck (1794–1824) und Henriette Friederike Fleck (1795–1873) waren ebenfalls Schauspielerinnen. Friedrich Wilhelm Gubitz, der Henriette heiratete, war somit sein Schwiegersohn.